# Ydalir

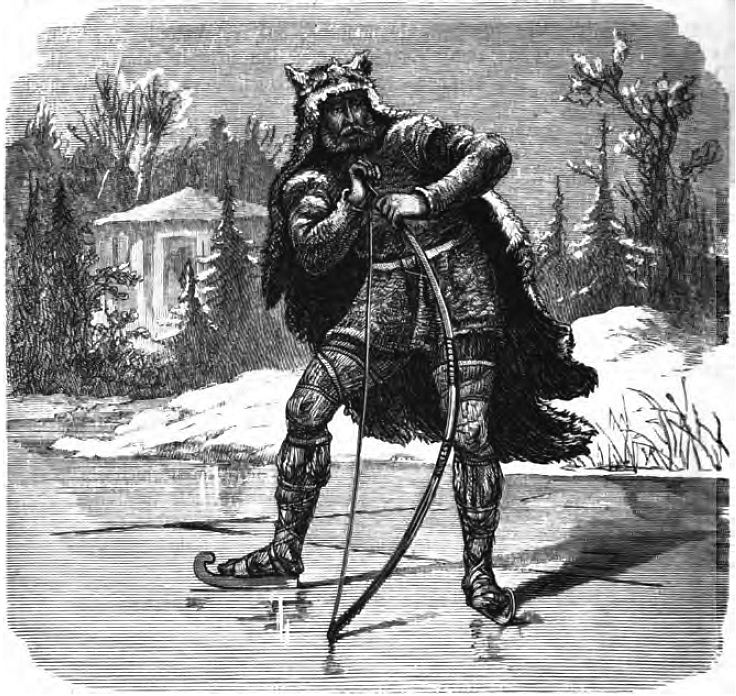
Tekening van de god Ullr uit 1882 door Friedrich Wilhelm Heine.

Ydalir (Taxusdal) is in de Noordse mythologie een van de twaalf paleizen in Asgard, aldus het Grimnismal. Dit taxusdal is de verblijfplaats van Ullr, de god van de winter, van het skiën, de jacht, de tweekamp, en van weiden en velden.
Volgens de Nederlandse astrologe en runenmagiër Freya Aswynn alias Elizabeth Hooijschuur komen de twaalf paleizen in Asgard overeen met de twaalf tekens van de Dierenriem. Ydalir zou dan het beeld van de Schutter (Sagittarius) zijn, wat aansluit met de betekenis van Ullr als jachtgod.
Ullr maakte zijn boog uit het taaie harde taxushout, en hij vervaardigde ook bogen voor anderen.

## De Twaalf Paleizen en hunbezitters
De volgorde is hier louter alfabetisch:
1. Alfheim, ("Alfenheim") Freyrs Paleis
2. Breidablik, ("Breedglans") Baldrs Paleis
3. Folkvangr, ("Volksplein") Freyja's Paleis met Zaal Sessrumnir
4. Gladsheimr, ("Vreugdewereld") Odins Paleis met Zaal Walhalla
5. Glitnir, ("Glitter", Stralende) Forseti's Paleis
6. Himinbjörg, Heimdalls Paleis
7. Nóatún, ("Scheepsplaats") Njörðrs Paleis
8. Sökkvabekkr, ("Dieptebeek") Saga's Paleis
9. Þrymheimr, Skaði's Paleis
10. Valaskjálf, Vali's Paleis met Odins troon Hlidskjalf
11. Vidi, Vidars Paleis, ook Landwidi ("Landwijdte")
12. Ydalir, Ullrs Paleis